# Psychologie práce
Psychologie práce je obor aplikované psychologie, který sleduje pracovní podmínky a jejich vliv na pracovní výkon. Zabývá se jak vnitřními (motivace, dovednosti a schopnosti pracovníků), tak vnějšími podmínkami práce (vybavení pracoviště, hluk a osvětlení na pracovišti, délka pracovní doby či počet a délka přestávek).
Hlavními cíli jsou zvyšování produktivity práce, racionalizace práce, bezpečnost práce, ochrana života a zdraví pracujících, zájmy pracujícího člověka, sociální a vzdělávací rozvoj pracovníků.
Hlavními úkoly jsou vytváření pracovního prostředí a organizování lidských schopností, zručností, vědomostí, zkušeností a iniciativy tak, aby z toho měla prospěch celá společnost
Do oboru psychologie práce řadíme i další psychologické disciplíny jako psychologie trhu, inženýrská psychologie a psychologie zákazníka.